# Belle Adair
Belle Adair   (Rutland, 7 de febrer de 1889 - Saranac Lake, 4 de maig de 1926), va ser una actriu de vodevil i de cinema mut en la dècada de 1910.

## Biografia
Va néixer a Nova York el 1891, tot i que algunes fonts assenyalen que va néixer a Rutland (Vermont) dos anys abans. Es va educar a Pennsilvània i al febrer de 1911, acompanyada de la seva mare, va començar a cantar en diferents vodevils. Va actuar, entre altres cantant cançons amb Hans Hanke (1910) o amb Julian Eltinge a “The Fascinating Widow” (1912), tot i que les crítiques no la consideraven una gran actriu però sí una dona de gran bellesa.

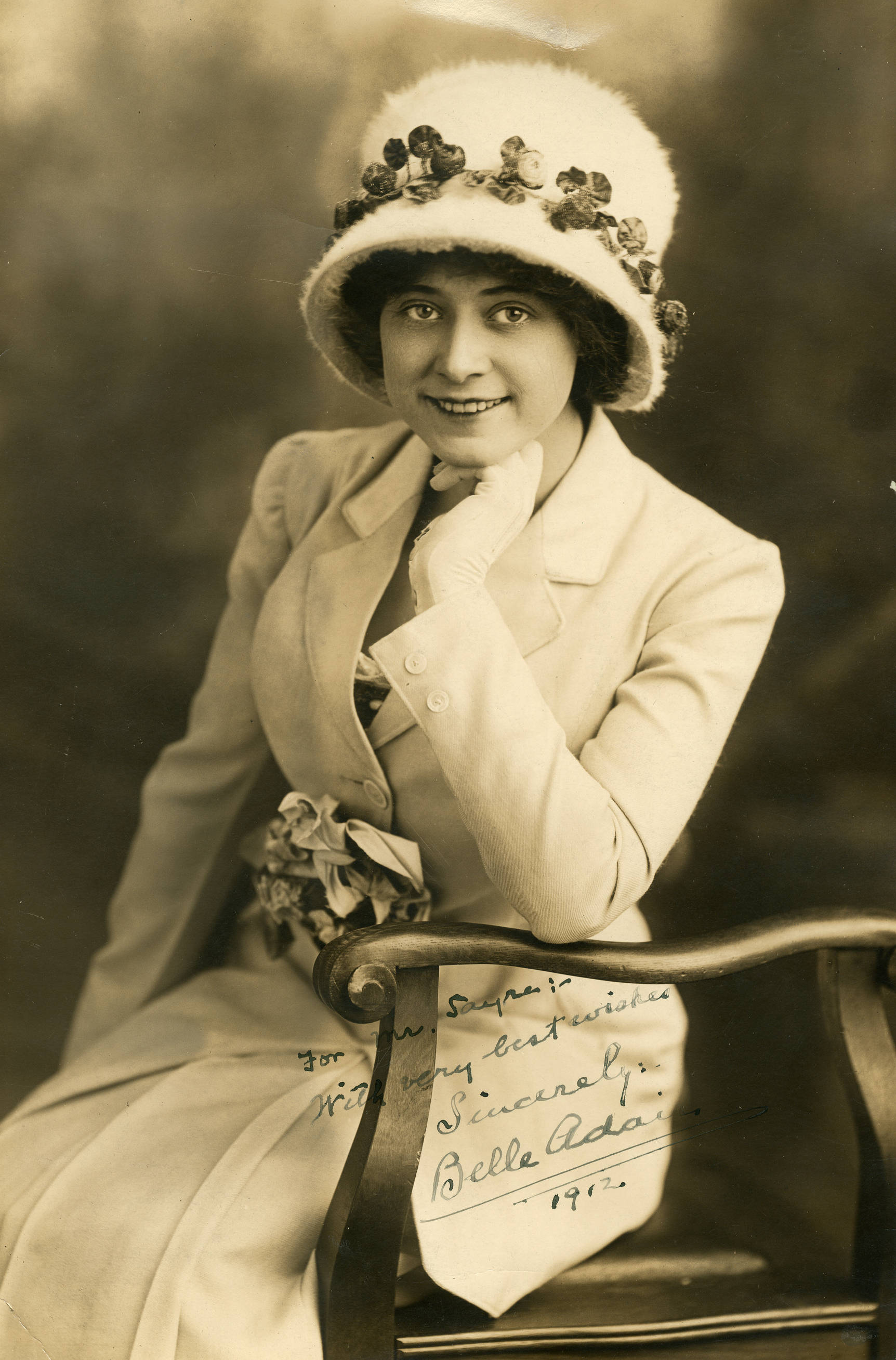
Retrat amb autògraf del 1912

El 1914 va ser contractada com a actriu cinematogràfica per l'Éclair. Allà va rodar 17 pel·lícules, entre les que destacaven The Case of Cherry Purcelle (1914) i The Man of the Hour (1914). Va romandre a l'Éclair fins l'incendi que va arrasar els estudis de la companyia a Fort Lee Ja només va rodar una altra pel·lícula, The Burden Bearer (1915), per a la Universal. Posteriorment es va casar amb Ewald F. Buchal deixant el mon de la interpretació. Belle Adair va morir el 1926 als 37 anys.

## Filmografia
Entre parèntesis s'indica l'any d'estrena de la pel·lícula
- Cue and Miss Cue (1914)
- The Case of Cherry Purcelle (1914)
- Coming Home (1914)
- The Good in the Worst of Us (1914)
- The Cross in the Cacti (1914)[7]
- The Diamond Master (1914)
- At the Court of Prince Make Believe (1914)
- The Drug Traffic (1914)
- Wife (1914)
- The Greatest of These (1914)
- Duty (1914)
- Moonlight (1914)
- The Character Woman (1914)
- Boy (1914)
- Adventures in Diplomacy (1914)
- Son (1914)
- Mother (1914)
- The Man of the Hour (1914)
- For the Mastery of the World (1914)
- The Burden Bearer (1915)